# Limnophyes lobiscus
Limnophyes lobiscus är en tvåvingeart som beskrevs av Ole Anton Saether 1991. Limnophyes lobiscus ingår i släktet Limnophyes och familjen fjädermyggor.
Artens utbredningsområde är Uganda. Inga underarter finns listade i Catalogue of Life.